# 鹿児島県立伊佐農林高等学校
鹿児島県立伊佐農林高等学校（かごしまけんりつ いさのうりんこうとうがっこう）は、鹿児島県伊佐市大口原田にある県立の農業高等学校である。

## 設置学科
- 農林技術科

農業や林業に関する学習や体験実習を通して、将来、農林業および関連産業で活躍する人材育成を目指すとしている。
- 生活情報科

商業と家庭に関する基礎的な知識と技術を習得し、産業社会のスペシャリストを目指すとしている。

## 沿革
- 1914年 - 鹿児島県伊佐農林学校として設立が許可される。
- 1932年 - 豚みそ缶詰の元祖「更生之素」が誕生する[1]。
- 1949年 - 鹿児島県伊佐農林高等学校と改称する。
- 1956年 - 鹿児島県立伊佐農林高等学校と改称する。
- 2011年 - 農業経営科と森林工学科を統合し、農林技術科を設置する。
- 2014年 - 創立100周年を迎え記念事業で石窯「100トン」が完成する。

## 通学地域および生徒の出身中学校
通学する生徒の主な住所は、伊佐市内（大口中、大口南中、山野中、菱刈中）、湧水町（栗野中、吉松中）、さつま町、（主に県北部）などである。
専門高校は学区が無いため県内、県外からの受験が可能である。また、所在地の伊佐市は遠隔地からの通学者に対して下宿・交通費などの補助制度を設けている。

## 著名な出身者
- 山中寅文 - 林業技術者、東京大学農学部技官
- 山之口安秀 - 鹿児島市長